# Haifisch
Haifisch je treći singl njemačkog industrial metal-sastava s njihovog šestog studijskog albuma Liebe ist für alle da.

## Videospot
Videospot za pjesmu je objavljen 23. travnja 2010. na njihovoj službenoj MySpace stranici. U spotu, članovi sastava su na pogrebu njihovog pjevača, Tilla Lindemanna. U jednoj sceni, predlažu Jamesa Hetfielda iz Metallice kao njegovu zamjenu. U nastavku spota, prikazuju se scene u kojima Lindemann umire prema scenariju iz njihovih prethodnih spotova. Tako u scenama bude pretučen i zapaljen ("Du hast"), bačen s litice ("Ohne dich"), bude mu izvučen dovod zraka iz svemirskog odijela ("Amerika"), te ga Flake uguši špagetima ("Keine Lust"). Kasnije se članovi sastava međusobno potuku, te Flake slučajno razbija Lindermannov lijes, za koji otkriju da je prazan. Na kraju se otkriva da je Lindermann zapravo živ, te im šalje razglednicu s Havaja.

## Vanjske poveznice
- Videospot